# Lüder Rutenberg

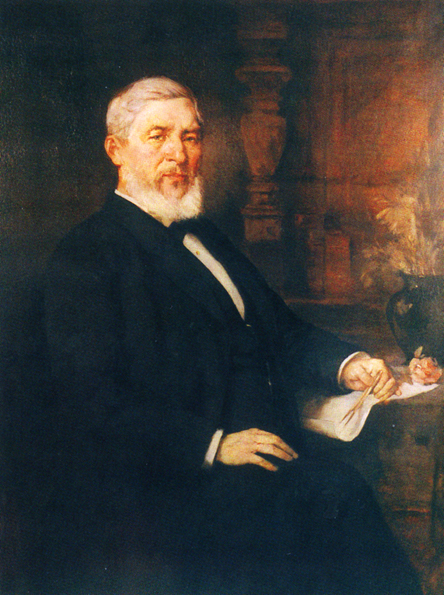
Lüder Rutenberg

Lüder Rutenberg (* 8. Februar 1816 in Bremen; † 14. Juni 1890 in Bad Harzburg) war ein Bremer Baumeister, Architekt und Brauereibesitzer.

## Biographie
Rutenberg – Sohn des Baumeisters Diedrich Christian Rutenberg – lernte nach dem Besuch der Remberti- und der Lateinschule bei seinem Vater. Er studierte von 1836 bis 1840 in Berlin Physik, Chemie und Technik. Ab 1841 war er Mitarbeiter bei seinem Vater.
1847 wurde er eigenständiger Baumeister. Sein Betrieb war eines der größten Bauunternehmen in Bremen. Lüder Rutenberg war insbesondere während der Expansion der Bremer Vorstädte als Baumeister für die typischen Wohnstraßen mit ein- oder zweigeschössigen Reihenhäusern erfolgreich. Männer seines Berufsstandes errichteten damals auf eigene Rechnung ganze Straßenzüge und veräußerten die Häuser bzw. Wohnungen gewinnbringend. 1849 wurde vom Bremer Senat ein Antrag Rutenbergs abgelehnt, in Bremen ähnlich große Mietshäuser wie beispielsweise in Hamburg oder Berlin errichten zu dürfen. Wäre dem Antrag entsprochen worden, so hätte dies großen Einfluss auf das Erscheinungsbild vieler Bremer Wohngebiete gehabt.
1853 stieg Rutenberg in das Brauereigeschäft ein und erwarb mit seiner Schwester und seinem Schwager als Teilhaber die Rungesche Brauerei, die er in St. Pauli-Brauerei umbenannte und bis 1870 zur größten Bremer Brauerei ausbaute. Später kaufte er zusammen mit dem Braumeister Heinrich Beck mehrere kleinere Brauereien auf und beteiligte sich 1873 am Aufbau einer Brauerei in der Neustadt, die dann Kaiserbrauerei hieß (die spätere Großbrauerei Beck & Co.)
Sein Sohn, der Arzt Christian Rutenberg, wurde 1878 in Madagaskar ermordet. Seine drei Töchter (spätere Familiennamen Leisewitz, Marwede und Jenisch) waren die Erben der Brauerei.
Lüder Rutenberg ruht auf dem Riensberger Friedhof in einem Mausoleum (Grabnummer AA 17/25), das er zu Ehren seines ermordeten Sohns errichten ließ. Auf dem höchsten Punkt des Daches thront eine lebensgroße Darstellung von Christian Rutenberg des Bildhauers Diedrich Samuel Kropp.

## Werke

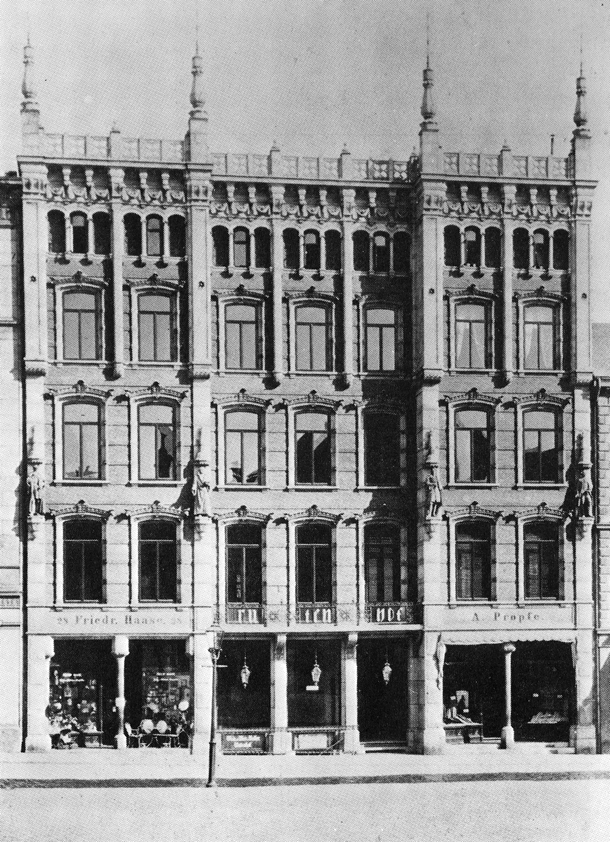
Der Rutenhof am Domshof in Bremen (1873–1875 erbaut, 1967/1968 abgerissen)

Von 1847 bis 1849 wurde nach seinen Plänen die Kunsthalle Bremen Am Wall 207 gebaut, sein erstes namhaftes Bauwerk. Die Halle wurde zu Beginn des 20. Jahrhunderts von Eduard Gildemeister umgebaut und erweitert.
Von 1862 bis 1910 entstand eine Reihe von Wohnhäusern im Fesenfeldviertel. Rutenberg baute zahlreiche Reihenhäuser für wohlhabende Familien, wie z. B. in der Kohlhökerstraße, Contrescarpe und Humboldtstraße. Fast vollständig von ihm gestaltet wurden die Straßenzüge der (heutigen) Rutenstraße und der Mathildenstraße mit dem Ensemble Mathildenstraße (1866–1871).
1861 errichtete er sein eigenes Domizil – das Haus Rutenberg am Dobben 91. Es verblieb bis 1920 im Familienbesitz, wurde dann von der Stadt gekauft und diente seitdem als Gesundheitsamt, Gewerbeaufsichtsamt und Staatsarchiv. Heute befindet sich dort das Ortsamt Mitte. Das Gebäude steht – wie zahlreiche andere seiner Bauten – heute unter Denkmalschutz (siehe Liste der Kulturdenkmäler in Bremen-Östliche Vorstadt).

## Ehrungen
Nach ihm benannt waren und sind:
- Die Rutenstraße im Ostertorviertel in Bremen-Mitte.
- Der Rutenhof im viktorianischen Stil an der Westseite vom Domshof in Bremen-Mitte, der von 1873 bis 1875 an Stelle von drei Pastorenhäusern entstand und 1967/68 abgerissen wurde.
- Die Rutenbergstiftung an der Humboldtstraße in Bremen, 1861 von ihm aus dem Erbe seines Vaters gestiftet.
- Die Rutenbergstraße in Bremerhaven.
- Der Rutenbergpavillon im Bremer Bürgerpark der 1870 gebaut und von ihm gestiftet wurde.
- Die Mathildenstraße erhielt um 1867 ihren Namen nach seiner Frau Mathilde Rutenberg, geb. Merker.